# Vuelo 9268 de Metrojet
El vuelo 9268 de Metrojet (KGL9268/7K9268) fue un vuelo chárter de pasajeros, entre el Aeropuerto Internacional de Sharm el-Sheij (Egipto) y el Aeropuerto Internacional Púlkovo en la ciudad rusa de San Petersburgo. El avión, con registro EI-ETJ, era un Airbus A321-231 que llevaba 217 pasajeros y siete tripulantes, se estrelló 23 minutos después de despegar en la península del Sinaí, Egipto. El hecho tuvo lugar el 31 de octubre de 2015, a las 04:13 UTC (07:13 Hora de Moscú). Además del personal a cargo de 7 personas, 212 de las personas a bordo eran rusos, cuatro ucranianos y un bielorruso, en su mayoría turistas.
Poco después del accidente, la rama del Sinaí del grupo terrorista  Estado Islámico de Irak y el Levante, anteriormente conocida como Ansar Bait al-Maqdis, se atribuyó la responsabilidad del ataque. También se atribuyó la responsabilidad en Twitter, en un vídeo y en una declaración de Abu Osama al-Masri, el líder de la rama del grupo en el Sinaí. El grupo terrorista publicó fotos de lo que dijo que era la bomba utilizada en  su revista en línea Dabiq.
El 4 de noviembre de 2015, las autoridades británicas y estadounidenses sospechaban que una bomba era la responsable del accidente. El 8 de noviembre de 2015, un miembro anónimo del equipo de investigación egipcio dijo que los investigadores estaban "90 por ciento seguros" de que el avión había sido derribado por una bomba. El investigador principal, Ayman al-Muqaddam, dijo que otras posibles causas del accidente incluyeron una explosión de combustible, fatiga del metal y sobrecalentamiento de las baterías de litio. El Servicio Federal de Seguridad de Rusia anunció el 17 de noviembre que estaban seguros de que se trataba de un ataque terrorista, causado por una bomba improvisada que contenía el equivalente de hasta 1 kilogramo (2,2 libras) de TNT que detonó durante el vuelo. Los rusos dijeron que habían encontrado residuos de explosivos como prueba. El 24 de febrero de 2016, el presidente egipcio Abdel Fattah el-Sisi reconoció que el terrorismo causó el accidente.
Con la cifra de 224 personas fallecidas, el accidente del vuelo 9268 es el más mortífero en la historia de Egipto, superando la caída del vuelo 604 de Flash Airlines en 2004. También es el accidente aéreo más mortal que involucra a un Airbus A321, sobrepasando el accidente del vuelo 202 de Airblue en Pakistán, en 2010, y el más mortal de la familia Airbus A320, sobrepasando al vuelo 3054 de TAM en 2007.
Fue el desastre aéreo más grave de 2015, tras haber sobrepasado al vuelo 9525 de Germanwings, con 150 fallecidos.

## Aeronave
El propietario del Airbus A321 era la compañía de arrendamiento financiero irlandesa AerCap. El avión realizó su primer vuelo el 9 de mayo de 1997 (con el registro D-ABZK) y tenía 18 años en el momento del accidente. Fue inicialmente adquirido por Vietnam Airlines, pero entregado poco después a Middle East Airlines, en mayo de 1997. El avión operó para Onur Air, una compañía turca, hasta octubre de 2011. La planta motriz estaba formada por dos motores IAE V2533 y estaba configurado para llevar 220 pasajeros en clase económica.
El 16 de noviembre de 2001, cuando operaba para Middle East Airlines con el registro F-OHMP, el avión sufrió un golpe de cola al aterrizar en El Cairo. Fue reparado y volvió al servicio en 2002.
Al momento del accidente, el avión llevaba 56.000 horas de vuelo y 21.000 ciclos acumulados.

## Explosión y choque

La ruta del vuelo. El punto negro es donde la aeronave partió desde Sharm el-Sheij; El punto rojo indica la zona donde cayó el vuelo después de la explosión

El vuelo 9268 salió del aeropuerto de Sharm El Sheikh a las 05:50 EST (03:50 UTC) hacia el aeropuerto de Pulkovo en San Petersburgo, Rusia, con 217 pasajeros y siete tripulantes a bordo. La aeronave no pudo establecer contacto con el Control de Tráfico Aéreo de Chipre 23 minutos después.
La rama del Sinaí del Estado Islámico dijo que derribó el avión. Wassim Nasr, experto en movimientos yihadistas de France 24, dijo que el grupo Estado Islámico nunca ha reclamado un ataque que no cometió. Los medios de comunicación rusos dijeron que el piloto reportó problemas técnicos y había solicitado un aterrizaje en el aeropuerto más cercano antes de que el A321 desapareciera. Esta afirmación fue cuestionada por otras fuentes, incluidas las autoridades egipcias, y el análisis posterior de los datos del registrador de vuelo confirmó que no se emitió ninguna solicitud de socorro o desvío. El Ministerio de Aviación Civil de Egipto emitió un comunicado que indicaba que el vuelo estaba a una altitud de 31 000 pies (9400 m) cuando desapareció de las pantallas de radar después de un fuerte descenso de 5000 pies (1500 m) en un minuto. Flightradar24 muestra la aeronave ascendiendo a 33 500 pies (10 200 m) a 404 nudos (748 km/h; 465 mph) antes de descender repentinamente a 28 375 pies (8649 m) a 62 nudos (115 km/h; 71 mph) aproximadamente 50 km (31 millas; 27 millas náuticas) al noreste de Nekhel, después de lo cual ya no se rastreó su posición. Una bomba explotó en el avión, provocando una descompresión incontrolada, y el avión se desintegró en el aire. Los 217 pasajeros y los 7 tripulantes murieron.
Reuters citó a un oficial de seguridad anónimo diciendo que el avión había sido completamente destruido. Los restos estaban esparcidos en 20 kilómetros cuadrados (8 millas cuadradas; 6 millas náuticas cuadradas), con la sección delantera a unos 5 kilómetros (3,1 millas; 2,7 millas náuticas) de la cola, lo que indica que la aeronave se había roto durante el vuelo. Las imágenes aéreas de los restos transmitidas por RT indicaron que las alas estaban intactas hasta el momento del impacto. El patrón de escombros, combinado con una interpretación inicial de los cambios abruptos de altitud y velocidad aerodinámica de la aeronave, reforzó la presunción de que la cola de la aeronave se separó durante el vuelo y cayó por separado.

## Investigación

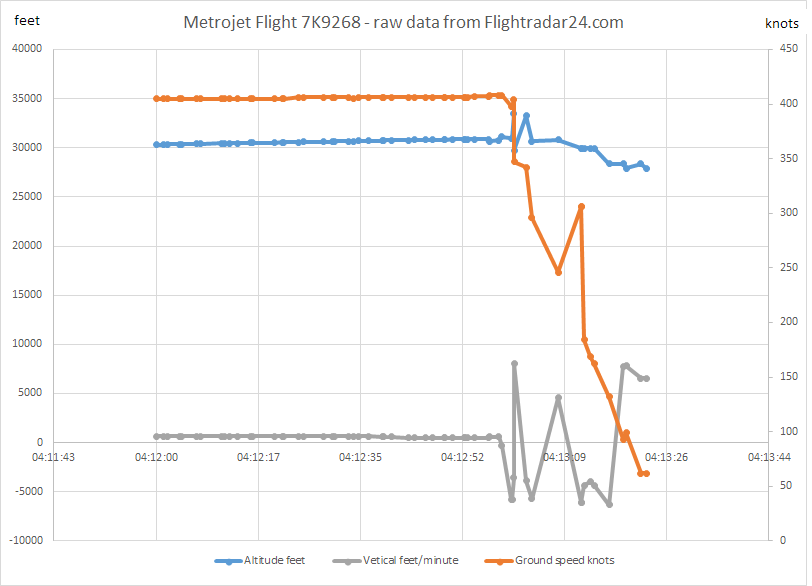
Últimos datos recopilados por Flightradar24

Ayman al-Muqaddam, jefe de la autoridad central de accidentes de tráfico aéreo en Egipto, fue designado para investigar la causa del accidente. En un comunicado del 31 de octubre, indicó que el piloto se había puesto en contacto con las autoridades de aviación civil y solicitó aterrizar en el aeropuerto más cercano. Sugirió que la aeronave pudo haber estado intentando un aterrizaje de emergencia en el Aeropuerto Internacional El Arish en el norte del Sinaí. El mismo día, el ministro de Aviación Civil de Egipto, Hossam Kamel, dijo que las grabaciones del control de tráfico aéreo no mostraban ninguna llamada de socorro ni solicitudes de cambio de ruta por parte de los pilotos. El presidente de Egipto, Abdelfatah El-Sisi, dijo que la investigación del accidente llevaría meses. Además, el 31 de octubre se activó la Carta Internacional sobre el Espacio y los Grandes Desastres, que prevé la reasignación humanitaria de activos satelitales.
El Ministerio de Situaciones de Emergencia de Rusia envió tres de sus aviones al lugar del accidente. El Comité de Investigación de Rusia también inició un caso legal contra de Metrojet en virtud de la legislación que regula la "violación de las reglas de vuelos y preparativos". Los empleados de Metrojet también fueron interrogados, junto con los de la agencia de viajes Brisco que había fletado el vuelo. El ministro de Relaciones Exteriores de Egipto, Sameh Shoukry, prometió trabajar en estrecha colaboración con los funcionarios e investigadores rusos para encontrar la causa del accidente. La aeronave había pasado las comprobaciones técnicas antes de despegar. Los investigadores también verían las imágenes de la cámara de seguridad. Poco después del accidente, los fiscales regionales de transporte de Rusia determinaron que la calidad del combustible en el avión cumplía con los estándares requeridos.
Las agencias de investigación de accidentes de aviación BEA (Francia), BFU (Alemania) y AAIU (Irlanda) participaron en la investigación como representantes del estado del diseño, la fabricación y el registro de la aeronave, respectivamente. La BEA envió a dos investigadores, acompañados por seis representantes de Airbus, a Egipto el 1 de noviembre. Según la BEA, se unieron a dos investigadores de la BFU y cuatro investigadores del Comité Interestatal de Aviación, su homólogo ruso, en representación del estado del operador de la aeronave.
Tanto el registrador de datos de vuelo como el registrador de voz de la cabina se recuperaron del lugar del accidente el 1 de noviembre. El ministro de Transporte ruso,  Maskim Solovov, y un equipo de investigadores especializados llegaron a El Cairo para ayudar a los investigadores egipcios a determinar la causa del accidente. Se informó que los registradores de datos de vuelo estaban en buenas condiciones. El 4 de noviembre, los investigadores del Ministerio de Aviación Civil de Egipto informaron que la grabadora de voz de la cabina (CVR) estaba parcialmente dañada y se requirió mucho trabajo para extraer datos de ella. La CVR indicó que todo transcurría con normalidad hasta que ocurrió un evento desastroso repentino. Se escuchó una explosión u otro ruido fuerte repentino poco antes de que la grabadora dejara de grabar.
El equipo egipcio de búsqueda y rescate había encontrado 163 cuerpos el 1 de noviembre. A medida que se ampliaba el área de búsqueda, el equipo egipcio encontró el cuerpo de un niño a unos 8 kilómetros (5 millas; 4 millas náuticas) de los restos, lo que indica que la aeronave se había roto en el aire, según confirmó el investigador ruso Viktor Sorochenko. 
Un funcionario anónimo citado por Reuters dijo que la sección de cola del vuelo 9268 se separó del cuerpo principal del fuselaje y se estaba quemando, lo que podría indicar una explosión. Según un alto funcionario de defensa de EE. UU. que habló el 2 de noviembre, un satélite infrarrojo de EE. UU . detectó un destello de calor en el momento y lugar del desastre, y la comunidad de inteligencia de EE. UU. creyó que podría haber sido una explosión en el avión, por ya sea un tanque de combustible o una bomba y las imágenes satelitales también descartaron un ataque con misiles. El director de Inteligencia Nacional de Estados Unidos, James Clapper , dijo que aún no había "pruebas directas de participación terrorista". Algunos medios de comunicación del Reino Unido informaron que un ISILbomba fue la explicación más probable para el accidente.
Una semana después del accidente, se consideró seriamente la idea de que el avión había sido derribado intencionalmente. El gobierno del Reino Unido dijo que, a la luz de más inteligencia británica, el accidente "bien pudo haber sido causado por un artefacto explosivo". Expertos en aviación británicos viajaron a Egipto para evaluar la seguridad del aeropuerto; el comité de emergencia Cobra del gobierno del Reino Unido, presidido por el primer ministro, consideró sus hallazgos. La BBC informó que el gobierno británico cree que el incidente probablemente fue causado por el terrorismo según las transmisiones interceptadas entre militantes con base en el Sinaí. Estas transmisiones sugieren que se colocó una bomba en la bodega antes del despegue. Aunque los británicos no han descartado una falla técnica, la BBC informa que es "cada vez más improbable". Paul Adams, corresponsal de asuntos mundiales de la BBC, dijo que el portavoz del primer ministro David Cameron dejó pocas dudas de que el gobierno británico creía que el avión había sido derribado por una bomba. Adams dijo que suspender los vuelos hacia y desde un país extranjero e insistir en que sus propios expertos técnicos evalúen la seguridad demuestra una falta de confianza en las medidas de seguridad de ese país. Los expertos en seguridad y los investigadores han dicho que es poco probable que la aeronave haya sido atacada desde el exterior y que no se cree que los militantes del Sinaí tengan misiles capaces de impactar contra un avión a 30.000 pies (9.100 m).
Al mismo tiempo, comenzaron a detenerse los vuelos desde y hacia Sharm el-Sheij en Egipto, lo que provocó que alrededor de 20.000 turistas británicos quedaran varados.
Los investigadores europeos encontraron que los datos de la grabadora de voz de la cabina son consistentes con una explosión y la grabadora de datos de vuelo se corta abruptamente. El 8 de noviembre, Reuters citó a un miembro anónimo del equipo de investigación egipcio, que habló de forma anónima debido a la sensibilidad de la investigación, quien dijo que estaba "90% seguro" de que el avión fue derribado por una bomba, según un análisis inicial del último segundo de la grabación de voz de la cabina. El investigador principal, Ayman al-Muqaddam, dijo que aún deben descartarse definitivamente otras causas, como el sobrecalentamiento de las baterías de litio, una explosión de combustible o la fatiga del metal en la estructura.
El 17 de noviembre de 2015, el jefe del servicio de seguridad ruso, Alexander Bortnikov, anunció que su investigación había concluido que un "acto terrorista" derribó el vuelo 9268 de Metrojet después de que se encontraran rastros de explosivos entre los restos. El análisis espectral se utilizó entre otros métodos para examinar la sustancia encontrada. Según funcionarios rusos, un artefacto explosivo improvisado con una potencia equivalente a hasta 1 kilogramo de TNT derribó el vuelo. Rusia ofreció una recompensa de 50 millones de dólares estadounidenses por más información. Reuters informó que, según fuentes de seguridad, dos empleados del aeropuerto egipcio de Sharm El Sheikh habían sido detenidos para ser interrogados sobre el accidente bajo sospecha de haber puesto una bomba a bordo del vuelo. Las autoridades egipcias lo negaron.
El 18 de noviembre de 2015, ISIL publicó imágenes de lo que afirmó era el tipo de bomba en su revista en línea Dabiq, afirmando que mostraba los tres componentes del IED, incluida una lata de refresco Schweppes que contenía la carga explosiva, un detonador de grado militar y un interruptor. En el mismo mes, el ministro de Defensa ruso, Sergey Shoygu, anunció que la rama de ISIL en el Sinaí era responsable del derribo del avión.
El 14 de diciembre de 2015, el comité egipcio que investiga el accidente emitió un informe preliminar. El líder del comité dijo que hasta el momento no ha encontrado "ninguna evidencia de que haya un acto de terror o una intervención ilegal". En respuesta a la declaración del comité de investigación, el portavoz ruso Dmitry Peskov reiteró que "nuestros expertos concluyeron que se trataba de un ataque terrorista".
El 29 de enero de 2016, Reuters informó, de una fuente no identificada, que un mecánico había sido detenido y se sospechaba que había colocado una bomba que le había dado su primo, que era miembro del EI. También fueron detenidos dos policías y un maletero sospechosos de ayudar al mecánico. Ninguno de los cuatro había sido procesado todavía.
El 24 de febrero de 2016, el presidente egipcio, Abdel Fattah el-Sisi , reconoció que el terrorismo causó el accidente y dijo: "¿Ha terminado el terrorismo? No ... Quien derribó ese avión, ¿qué quería? ¿Solo golpear el turismo? No. Golpear las relaciones. Para golpear las relaciones con Rusia". 

## Otras hipótesis

### Hipótesis de Tailstrike y mantenimiento
Los funcionarios de la aerolínea han anunciado que han descartado una falla mecánica, pero los investigadores aún no han tomado esa determinación. Natalya Trukhacheva, la exesposa del copiloto Sergei Trukhachev, dijo en una entrevista con NTV que su exesposo se había quejado con su hija sobre el estado técnico de la aeronave.
La aeronave involucrada en el accidente había sufrido un golpe de cola al aterrizar en El Cairo 14 años antes mientras operaba para la libanesa MEA. Algunos han hecho comparaciones con el Vuelo 123 de Japan Airlines que se estrelló contra el Monte Takamagahara en 1985, 7 años después de que la aeronave sufriera un golpe de cola al aterrizar. El vuelo 123 sufrió daños catastróficos en el aire mientras ascendía a su altitud de crucero. El accidente del vuelo 123 fue causado por una reparación incorrecta de la sección de cola de la aeronave después del golpe de cola, lo que dejó el mamparo de presión trasero del avión vulnerable a la fatiga del metal y, en última instancia, resultó en una descompresión explosiva. Los informes sobre los restos del vuelo 9268 han sugerido que se produjo una "rotura clara" cerca del mamparo de presión trasero del avión, lo que posiblemente indica una falla del mamparo.
El 2 de noviembre, el portavoz de Metrojet, Alexander Smirnov, insistió en que el avión estaba en condiciones de volar al 100% y que su tripulación tenía "mucha experiencia", mostrando los certificados que la aerolínea había recibido en 2014, y luego agregó que el incidente del golpe de cola en El Cairo había sido completamente reparado y los motores había sido inspeccionado el 26 de octubre, cinco días antes del accidente.

### Hipótesis del misil
En un informe del periódico británico The Guardian, un ataque con misiles se "consideró poco probable", pero el informe indicó que varias aerolíneas evitarían volar sobre el Sinaí mientras se investigaba el accidente. El 2 de noviembre, el portavoz de Metrojet, Alexander Smirnov, descartó una falla técnica y un error del piloto como la causa del accidente y culpó a una "fuerza externa". Wilayah Sinai de ISIL afirmó que el incidente fue en venganza por los ataques aéreos rusos contra militantes en Siria , donde IS controla territorios, junto con territorios iraquíes contiguos. Se dijo que Wilayah Sinai no tenía acceso a misiles tierra-aire capaces de golpear un avión a gran altura desde los sistemas portátiles de defensa aérea (MANPADS) rara vez pueden alcanzar ni siquiera la mitad de la altitud de crucero de un avión comercial, pero los analistas no pudieron excluir la posibilidad de una bomba a bordo del vuelo.
El ministro de Transporte ruso, Maksim Sokolov, desestimó las afirmaciones como "fabricaciones" debido a la falta de pruebas de la aviación civil egipcia, de los funcionarios de seguridad y de los datos del tráfico aéreo. James Clapper, Director de Inteligencia Nacional de los Estados Unidos , dijo el 2 de noviembre que aún no había pruebas de participación terrorista, pero que no lo descartaría. El mismo día, una fuente en el comité que analiza los registradores de vuelo dijo que creía que la aeronave no fue golpeada desde el exterior y que el piloto no hizo una señal de socorro antes de que desapareciera del radar. Basó sus comentarios en la investigación preliminar de ambos registradores de vuelo.

## Interrupción del tráfico aéreo
Todos los vuelos que debían salir de Sharm el-Sheij hacia Gran Bretaña se retrasaron como "medida de precaución" para permitir que los expertos evaluaran la seguridad. Emirates, Lufthansa, Air France y KLM anunciaron que evitarían sobrevolar la península del Sinaí hasta que se determine la causa del accidente. La Administración Federal de Aviación de los Estados Unidos les había dicho previamente a los transportistas bajo su jurisdicción que operaran por encima de FL260 (26,000 pies [7,900 m]) mientras volaban sobre el Sinaí. La Luftfahrt-Bundesamt de Alemania les había dicho lo mismo a sus aerolíneas. Air Arabia, Flydubai y British Airways también detuvo sus vuelos sobre la península del Sinaí en respuesta al accidente. Este último declaró que planeaba continuar los vuelos sobre el Sinaí, aunque no se anunció la ruta alternativa prevista. EasyJet declaró inicialmente que no detendrían sus vuelos hacia y desde Sharm El Sheikh y Hurgada, pero los revisarían activamente; a los pasajeros que optaron por no volar en la ruta se les volvería a reservar en otro vuelo o se les daría un cupón de vuelo.
El 4 de noviembre, el Ministerio de Asuntos Exteriores y de la Commonwealth británico (FCO) cambió su consejo de viaje para desaconsejar todos los viajes, excepto los esenciales, por aire a Sharm El Sheikh. Como resultado, todos los vuelos británicos hacia y desde el resort fueron cancelados a partir del 4 de noviembre. El mismo día, la Autoridad de Aviación de Irlanda (IAA) emitió una orden a todos los operadores de líneas aéreas irlandesas de no operar hacia o desde Sharm el-Sheikh ni volar sobre la península del Sinaí hasta nuevo aviso. 
Las decisiones del 4 de noviembre por parte de las autoridades británicas e irlandesas de aterrizar vuelos hacia y desde Sharm El Sheikh se produjeron con minutos de diferencia. Patrick McLoughlin, Secretario de Estado de Transporte del Reino Unido, dijo al Parlamento que Irlanda tenía investigadores de la Unidad de Investigación de Accidentes Aéreos (AAIU) en Egipto informando al gobierno irlandés, y que los gobiernos británico e irlandés tienen un equipo de seguridad cercano.
En la mañana del 5 de noviembre, Air France-KLM anunció que no permitiría equipaje facturable en su vuelo que salía de El Cairo ese día; más de la mitad de los pasajeros reservados se negaron a volar. Se estima que había 20.000 ciudadanos británicos en Sharm El Sheikh el 5 de noviembre, casi la mitad de los cuales estaban de vacaciones y varados por la cancelación de vuelos. Los vuelos al Reino Unido se permitieron nuevamente a partir del 6 de noviembre, para permitir que las personas viajen a casa, pero con restricciones y mayores medidas de seguridad. A los pasajeros se les permitió viajar a casa solo con equipaje de mano, y el equipaje facturado debía devolverse luego de un proceso de control más estricto. Los funcionarios británicos en el aeropuerto brindaron seguridad adicional y aprobaron las aeronaves como seguras para viajar. 
El presidente ruso, Vladímir Putin, anunció el 6 de noviembre que todos los vuelos rusos hacia y desde Egipto fueron cancelados. La mayoría de las aerolíneas británicas que prestan servicios en el resort enviaron vuelos de repatriación al resort para traer a los turistas británicos varados de regreso al Reino Unido. En la tarde del 6 de noviembre, las autoridades egipcias impusieron restricciones en el número de vuelos debido al hacinamiento en las terminales; como resultado, solo ocho de los 29 vuelos de repatriación planificados pudieron salir ese día y varios vuelos se vieron obligados a desviarse o regresar al Reino Unido mientras estaban en el aire. 
El 8 de noviembre, unos 11.000 turistas rusos y unos 5.300 turistas británicos habían regresado del complejo. 
El 9 de noviembre, las aerolíneas británicas anunciaron que todos los vuelos al complejo habían sido cancelados hasta al menos el 25 de noviembre. El gobierno británico y el jefe de Emirates Airlines declararon que la seguridad del aeropuerto en todo el Medio Oriente podría revisarse significativamente como resultado del bombardeo. Para el 15 de noviembre, 16.000 turistas británicos habían regresado del resort desde la suspensión de los vuelos.

## Consecuencias

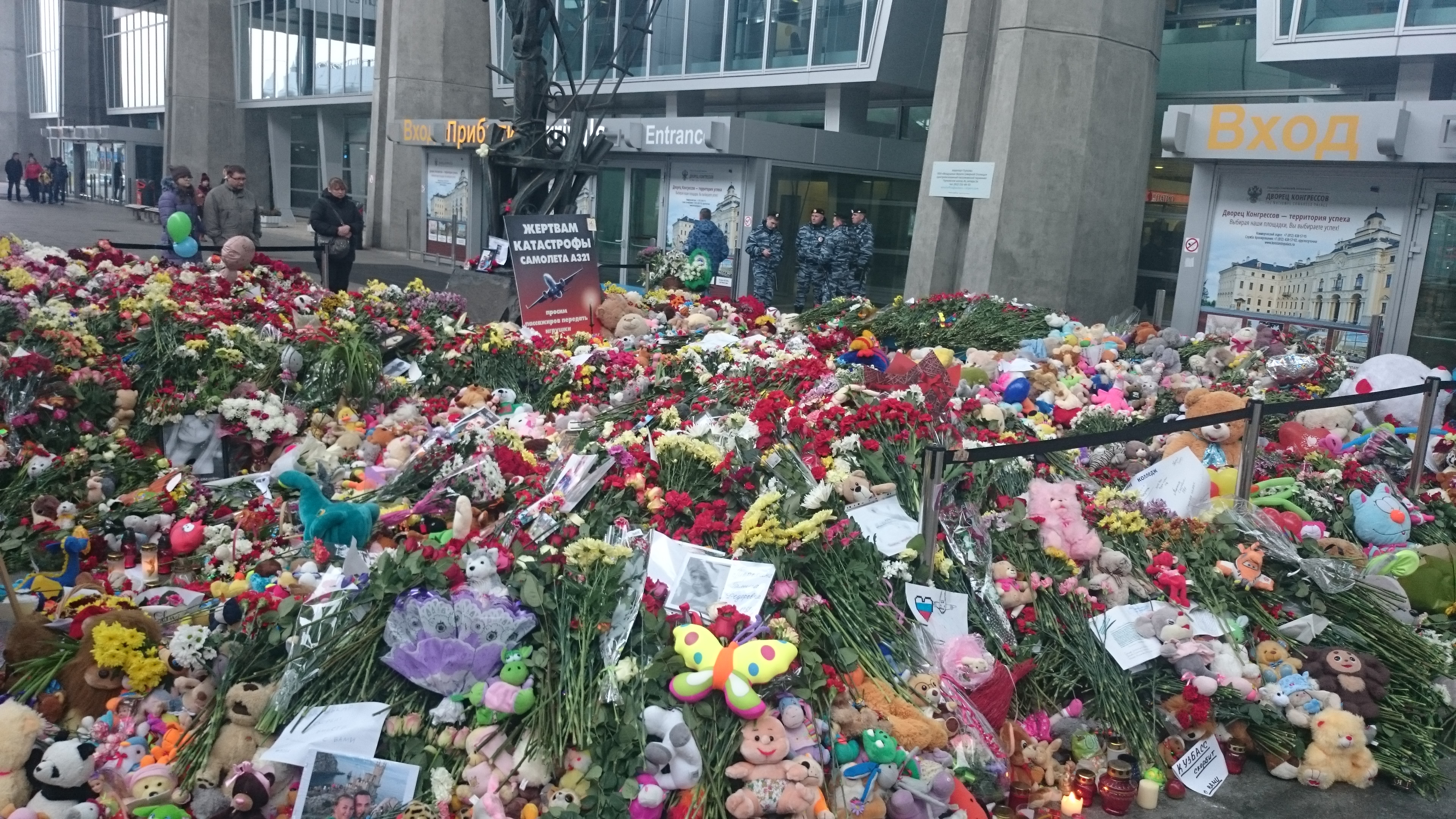
Flores y juguetes para niños a la entrada del aeropuerto de Pulkovo. El cartel del fondo dice "A las víctimas del accidente del avión A321".

En marzo de 2016, Metrojet se declaró en quiebra como resultado del bombardeo del vuelo 9268 y la situación de seguridad en Egipto, que resultaron en una caída posterior en el número de pasajeros. 
El 12 de abril de 2018, finalmente se reanudaron los vuelos entre Rusia y Egipto. Los vuelos, que son operados tanto por Aeroflot como por EgyptAir, operan actualmente solo entre Moscú y El Cairo.
Los aeropuertos de todo el mundo reforzaron la investigación de antecedentes de seguridad para el personal. Unos 70 empleados perdieron su autorización para trabajar en zonas seguras de los aeropuertos Orly y Charles de Gaulle de París debido a presuntos vínculos con extremistas.
El 8 de agosto de 2021, Rusia eliminó la prohibición de vuelos a las ciudades turísticas de Egipto.

## Nacionalidad de los fallecidos
| Nacionalidad | Pasajeros | Tripulación | Total |
| ------------ | --------- | ----------- | ----- |
| Rusia        | 212       | 7           | 219   |
| Ucrania      | 4         | -           | 4     |
| Bielorrusia  | 1         | -           | 1     |
| Total        | 217       | 7           | 224   |

## Filmografía
Este accidente fue presentado en el programa de televisión canadiense Mayday: Catástrofes Aéreas, titulado en Latinoamérica "Terror en Egipto".